# زلاتكو يانييتش
زلاتكو يانييتش (بالألمانية: Zlatko Janjić)‏ (7 مايو 1986 في البوسنة والهرسك - ) هو لاعب كرة قدم ألماني في مركز الوسط. لعب مع أرمينيا بيليفيلد وإرتسغيبيرغه آوه وفيهين فيسبادن ونادي دويسبورغ وArminia Bielefeld II ‏.

## وصلات خارجية
- زلاتكو يانييتش على موقع قاعدة بيانات كرة القدم.إي يو (الإنجليزية)
- زلاتكو يانييتش على موقع بيانات كرة القدم. دي إي (الألمانية)
- زلاتكو يانييتش على موقع Soccerway.com (الإنجليزية)
- زلاتكو يانييتش على موقع عالم كرة القدم.نت (الإنجليزية)